# Алексеева, Марина Сергеевна (художница)
 Марина Сергеевна Алексеева (род. 2 октября 1959, Ленинград) — советская и российская художница.

## Биография
В 1984 году окончила ЛВХПУ им В. И. Мухиной по специальности «керамика и стекло». Вступила в Союз Художников. Сейчас — член «Деревни художников». Занималась керамикой на художественном комбинате. С 1989 года живёт в Шувалово-Озерках. В 1990 году вступила в группу «Я люблю тебя, жизнь». В конце 1990-х вместе с мужем, художником-аниматором Борисом Казаковым поселилась в Коломягах, где открыла у себя в доме и в саду некоммерческую галерею «Сельская жизнь» (с 1999 года издает художественный журнал «Сельская Жизнь») и стала известным автором, работающим в популярном международном тренде «искусство в коробках» (выставка «Миры в коробках», прослеживающая историю этого направления в XX веке, была организована в 1994 году знаменитой лондонской галереей White Cube). В небольших ящичках Алексеева собирает интерьеры общественных зданий и частных жилищ: серии храмов, музеев, евроремонтов, дач.
Отличительной особенностью этой серии интерьерных лайтбоксов является интерактивность: присутствие в каждом из помещений переотражения в полупрозрачном зеркале экрана, на котором демонстрируется видео.
В 2017 году в московском Электротеатре Станиславский состоялась премьера оперы Владимира Раннева «ПРОЗА», где Марина Алексеева сценограф и автор видео, используются эти же технологии переотражения.
Работы находятся в публичных и частных коллекциях в России и за рубежом, среди них коллекции Государственного Русского Музея (Санкт-Петербург), Московского Музея Современного Искусства (ММоМА), Мультимедиа Арт Музея (Москва), Fundacio Sorigue (Барселона), Национальной Картинной Галереи им. И. К. Айвазовского (Феодосия), Культурного Фонда «Екатерина» (Москва), Art Vectors Investment Partnership (Австрия), коллекции сэра Элтона Джона.

## Выставки

### Персональные
2018 — «Иллюзии и перископы» — Галерея ALEXANDR, Росе, Черногория.
2018 — проект «МЫ ОТКРЫЛИСЬ» в рамках КИБЕРФЕСТ-11, Аненкирхе, СПб. Коллаборация с Владимиром Ранневым и Сергеем Карловым.
2017 — «Быстрые Движения Глаз», в рамках фестиваля «Современное искусство в традиционном музее», Музей Сновидений Фрейда, Санкт-Петербург.
2015 — «Совместно». Marina Gisich Gallery, Санкт-Петербург, Россия.
2015 — «Секвенция». В рамках программы Международного Дягилевского Фестиваля, Пермский театр оперы и балета, Пермь, Россия.
2014 — «ВНЕ ЗАМКНУТОСТИ» ЛофтПроект ЭТАЖИ, Серый Коридор, Санкт-Петербург.
2013
- «Небольшая ретроспектива», Государственная галерея на Солянке, Москва, Россия.

2012
- «Lifeboxes», Галерея Марины Гисич, Санкт-Петербург.

2009
- «Изнутри — Снаружи». Галерея Марины Гисич, Санкт-Петербург.

2008
- «Черная белка». Молодёжный Образовательный центр Государственного Эрмитажа, Санкт-Петербург.
- «Виды на жительство». Галерея Марины Гисич, Санкт-Петербург.
- «Черное и белое». LUDA Gallery, Санкт-Петербург.

2007
- «Раздвоение личности». Галерея Марины Гисич, Санкт-Петербург.

2006
- «Традиционные музеи в современном искусстве». Институт ПРОАРТЕ, проект «Современное искусство в традиционном музее». Петропавловская крепость, Санкт-Петербург.

2001
- «Внутренние комнаты», Петербургский Архив и Библиотека Независимого Искусства, Товарищество «Свободная Культура», Санкт-Петербург.

2000
- «Внутренний мир», галерея «Сельская Жизнь», фестиваль «Неофициальная Столица», Санкт-Петербург.
- «Серия Зеленых», галерея «Митьки-Вхутемас», Санкт-Петербург.

1999
- «Минимум девять комнат», Государственный центр Современного Искусства МКРФ, Общество «А-Я», Санкт-Петербург.

1998
- «Белка. Неон», галерея «Митьки-Вхутемас», Санкт-Петербург.

1997
- «Мягкое сердце», галерея «Борей», Санкт-Петербург.

1996
- «Красавица и чудовище», Центр Современного искусства Дж. Сороса, Санкт-Петербург.

1993
- «Ковры», Институт Современного искусства, Санкт-Петербург.

1992
- Галерея «Инзель», Берлин.

### Групповые
2018 — «А и Б сидели на трубе» — ГЦСИ, Москва.
2018 — ХМАТ «ДИОРАМА», ХМАТ «ГОЛОВНЫЕ БОЛИ»."ГРАУНД" Ходынка, Москва.
2018 — 11-й КИБЕРФЕСТ."ПРОГНОЗ ПОГОДЫ: ЦИФРОВАЯ ОБЛАЧНОСТЬ". Cultural Flow Zone, Zattere al Pontelungo, Dorsoduro 1392, Venezia.
2018 — «Гипноз пространства. Воображаемая архитектура.» Государственный музей-заповедник «Царицыно». Москва.
2018 — «СЛЕПКИ», музей Слепков, Академия Художеств, СПб.
2018 — «Петрушествие», ММОМА, Москва.
2017 — «ПРОЗА», опера В. Раннева в Электротеатре «Станиславский», сценография и видео, Москва.
2017 — «ПОЛЁТ», День Д в Санкт-Петербурге, Совместно с В. Ранневым.
2017 — «WATERFRONT», завод СЕВКАБЕЛЬ, Санкт-Петербург.
2017 — «too much as not enough, vol. 1», Shtager Gallery, London,Великобритания.
2016 г. — «Соавтор»: выставка-раскраска. Новое крыло Дома Гоголя, Москва.
2016 г. — Киберфест-10, СПб, Академия Художеств, Училище Штиглица.
2015 — «L’inconscient pictoric», куратор F. Javier Panera Cuevas, The Museu Nacional d’Art de Catalunya, Барселона, Испания.
2015 — «Провенанс», Marina Gisich Gallery, Санкт-Петербург, Россия.
2015 — «Картина после живописи», Санкт-Петербургский Государственный Академический Институт Живописи, Скульптуры и Архитектуры имени И. Е. Репина, Санкт-Петербург, Россия.
2015 — «Птицы и Цыфры» Московский Музей Современного Искусства на Гоголевском, Москва, Россия.
2015 — «Россия. Реализм. XXI век», Государственный Русский Музей, Санкт-Петербург, Россия.
2015 — VOLTA Art Fair. Базель, Швейцария.
2015 — «Обещание пейзажа», ПЕРММ, Пермь, Россия.
2015
- Новые рассказчики в русском искусстве XX—XXI вв, Государственный Русский Музей, Санкт-Петербург, Россия.

2013
- THE FIRST BIENNIAL OF THE SOUTH IN PANAMA 2013, Панама, Панама.

2013
- Art Paris Art Fair, Marina Gisich Gallery booth, Париж, Франция.

2012
- «Те, кто не слышат музыку, думают, что танцующие сошли с ума», Marina Gisich Gallery и Ural Vision Gallery, Екатеринбург, Россия.
- Istanbul Contemporary, стенд Marina Gisich Gallery, Стамбул, Турция.
- 10-й Фестиваль анимационных искусств «Мультивидение». Музей Эрарта, Санкт-Петербург, Россия.
- Vienna Fair. Стенд Marina Gisich Gallery. Вена, Австрия.
- ARCO Madrid. Стенд Marina Gisich Gallery. Мадрид, Испания.
- Русский космос. Кастелло ди Риволи. Турин, Италия.

2011
- 4 ая Московская Биеннале. Москва, Россия.
- Vienna art fair, Стенд Marina Gisich Gallery. Вена, Австрия.
- ARCO Madrid. Стенд Marina Gisich Gallery. Мадрид, Испания.

2010-2011
- «New year party». Мультимедиа арт музей, Москва, Россия.

2010
- «История Российского видеоарта. Том 2.» Московский Музей Современного Искусства, Москва, Россия.

2009
- «Женщины в современном искусстве», Новый выставочный зал. Музей городской скульптуры, Санкт-Петербург.
- АРТМОСКВА 13-я Международная ярмарка современного искусства. ЦДХ, Москва.

2008
- АРТМОСКВА 12-я Международная ярмарка современного искусства. ЦДХ, Москва.
- «Аврора», Институт Про Арте, Санкт-Петербург.

2007
- АРТМОСКВА 11-я Международная ярмарка современного искусства. ЦДХ, Москва.
- Выставка к десятилетию галереи НАВИКУЛА АРТИС, галерея «Навикула артис», Арт-центр «Пушкинская,10», Санкт-Петербург.

2006
- «RUSSIA FLY BY», HANGART-7, Зальцбург, Австрия.

2005
- «Коллаж в России XX век». Государственный Русский музей, Санкт-Петербург.
- «Хармс». Галерея «Navicula Artis», Санкт-Петербург.
- «МЭЙЛАРТИССИМО», Музей Связи, Санкт-Петербург.

2004
- «Домашние и дикие». Анимализм в русском искусстве 20-21 века. Государственный Русский Музей, Санкт-Петербург.

2003
- «Весь Петербург». Манеж, Санкт-Петербург.

2002
- «Художники Санкт-Петербурга-городу», к 70-летию ЛОСХ. Манеж, Санкт-Петербург.
- «ЕСТЕСТВО» Современное искусство Санкт-Петербурга Lonnstrom Art Museum. RAUMA, Finland.

2001
- «Медиапривет», Государственный Русский музей, Санкт-Петербург.
- «Hand made Ручная работа», Музей нонконформистского искусства, Санкт-Петербург.

2000
- «Flotsam.Jetsam»(«Suitcases»), Kulturforum Burgcloster, Любек, Германия.
- Проект «Кино в три окна». Галерея «Сельская Жизнь», Коломяги, Санкт-Петербург (в рамках фестиваля «Неофициальная столица»).
- Из коллекции галереи «Сельская Жизнь», «Митьки-Вхутемас», Санкт-Петербург.
- «Дары волхвов», рождественская выставка в Музее Анны Ахматовой, Санкт-Петербург.

1999
- «Фаворитка 2», театр Балтийский Дом, Санкт-Петербург.
- «Я помню чудное мгновенье», «Арт-коллегия», Санкт-Петербург.
- «Красота и Свежесть», «Арт-Коллегия», Санкт-Петербург.
- «Пушкинский домик», Коломяги, Санкт-Петербург.
- «Russkialbum», IFA, Санкт-Петербург.

1998
- Выставка художников творческого объединения «Озерки», Шувалово, Санкт-Петербург.
- Юбилейная выставка Союза Художников, выставочный зал Союза Художников Санкт-Петербург.
- Проект «Север — Юг», галерея «Митьки-Вхутемас», Санкт-Петербург.
- «Анатомия Современного Искусства», галерея «Арт-Коллегия», Санкт-Петербург.

1997
- Второй симпозиум «Мост в Андау», Андау, Австрия.
- «Плоты», Озерки, Санкт-Петербург.

1996
- Биеналле Петербургского искусства, Смольный собор, Санкт-Петербург.

1995
- Симпозиум «Мост в Андау», Андау, Австрия.
- «Плот искусства», Озерки, Санкт-Петербург.

1994
- «И тогда…О, да!», Манеж, Санкт-Петербург.
- Русско-немецкий проект «Не Бойся, Трамвай!», Санкт-Петербург.
- «Фаворитка», Выставочный зал СХ, Санкт-Петербург.
- Симпозиум «Знак в ландшафте», Берлин — Франкфурт.
- АРС-95, Музей Современного Искусства, Хельсинки.

1993
- «Борщ», Выставочный зал Союза Художников, Санкт-Петербург.

1992
- «Кустарный на Литейном», галерея «Борей», Санкт-Петербург.
- «Гардероп», Манеж, Санкт-Петербург.

1991
- Галерея «АКУД», Берлин.
- Инсталляция для театра «Ла Фабрикс», Франция, программа «Радикс», Ленинград, дворец Спорта «Юбилейный».
- Галерея «Лангас», Вильнюс.
- Фестиваль Авангардного искусства, Вильнюс.